# Stylogaster nigrifrons
Stylogaster nigrifrons är en tvåvingeart som beskrevs av Guilherme A.M.Lopes 1937. Stylogaster nigrifrons ingår i släktet Stylogaster och familjen stekelflugor. Inga underarter finns listade i Catalogue of Life.